# Río Celeste
El río Celeste es un río de Costa Rica, ubicado en la provincia de Alajuela, dentro del parque nacional Volcán Tenorio, en el Área de Conservación Arenal-Tempisque. Se encuentra formado por la confluencia de los ríos Buena Vista y Quebrada Agria en las faldas del volcán Tenorio. Debido a su particular coloración, resultado de un efecto óptico producido por la dispersión de la luz solar debido a la alta concentración de silicatos de aluminio que poseen sus aguas, es un importante destino turístico nacional e internacional de este país centroamericano.

## Leyenda
Una leyenda local narra que las aguas del río Celeste tienen ese color porque, cuando Dios terminó de pintar el cielo, lavó los pinceles en el agua de este río. Esta leyenda es una de muchas.

## Atractivos turísticos
Entre sus principales atractivos turísticos, se encuentran: 
- el bosque tropical que se encuentra a su alrededor;
- la catarata;
- el mirador con las vistas del volcán Tenorio;
- la laguna azul;
- los borbollones;
- Tubing de Rio Celeste Aventuras
- los teñideros, donde confluyen sus afluentes y el agua se observa de tonalidades que van del aguamarina, celeste, turquesa, hasta azul profundo;
- las aguas termales.

La fauna que se encuentra en la región incluye saínos, venados de cola blanca, manigordo y aves.